# Un'inquietante simmetria
Un'inquietante simmetria è il secondo romanzo della scrittrice statunitense Audrey Niffenegger.
Il libro, distribuito il 1º ottobre 2009, è ambientato nell'Highgate Cemetery di Londra.